# Välkommen, Mr. Marshall
Välkommen, Mr. Marshall (spanska: ¡Bienvenido, Mister Marshall!) är en spansk komedifilm från 1953 i regi av Luis García Berlanga. Den handlar om en by där det blir känt att en amerikansk delegat ska anlända inom kort; i hopp om pengar från Marshallplanen gör byborna allt de kan för att amerikanen ska bli tillfredsställd när han anländer. Filmen tävlade vid filmfestivalen i Cannes 1953. Den gick upp på bio i Sverige 15 augusti 1955. Den hör till de största klassikerna i Spaniens filmkanon.

## Medverkande
- Lolita Sevilla som Carmen Vargas
- Manolo Morán som Manolo
- José Isbert som don Pablo, borgmästaren
- Alberto Romea som don Luis
- Elvira Quintilla som señorita Eloísa, lärarinnan
- Luis Pérez de León som don Cosme, prästen
- Félix Fernández som don Emiliano, doktorn
- Fernando Aguirre som Jerónimo, sekreteraren i stadshuset
- Joaquín Roa som Julián, stadsutroparen
- Nicolás Perchicot som apotekaren
- Emilio Santiago som barberaren
- José Franco som delegat
- Rafael Alonso som sändebudet